# 甲州征伐
甲州征伐，又稱武田征伐（1582年2月3日－3月11日）是織田信長征伐甲州大名武田勝賴的戰役。信長於長篠之戰後，為了消滅勢力大幅衰退的武田家，於駿河、甲州、信州、上州等地發動的一連串戰爭。

## 合戰經過

### 序章
天正3年（1575年）長篠之戰結束後，織田信忠攻陷秋山信友據守的美濃岩村城，此後織田家再次從美濃方面威脅著武田家，但信長忙於攻略北陸、一向宗（石山合戰）、以及西國的毛利家，因此暫無暇東進，反而是織田家的同盟勢力・遠江的德川家康自長篠之戰以來就持續不停的對武田家在遠江、駿河的領地展開攻擊。
天正9年（1581年）8月起，木曾義昌便與織田家有所暗通，到天正10年時終於決定背叛勝賴，向織田信忠（信長的長子）獻上其弟上松義豐做為人質，倒向了織田家。勝賴自真理姬處得知義昌謀反後，盛怒之下命令堂兄弟武田信豐（信玄弟武田信繁之子）做為先鋒，率領5000兵力討伐木曾義昌，並將義昌的生母、側室，及子女處以磔刑，接著勝賴自行率領15000兵力出陣。
信長在2月3日得到木曾義昌倒戈的消息後立刻決定討滅武田家，並向相關家臣及盟國勢力發出動員令。信長、信忠父子由伊那進軍。信長家臣金森長近從飛驒進軍，同盟德川家康從駿河進軍，御館之亂後與武田家敵對的北條氏政則由相模、伊豆、上野各地同時朝甲斐、信濃進軍。

### 織田軍編成
天正元年（1572年）以降，由織田信忠的筆頭家老池田恒興、森長可（森蘭丸之兄）、河尻秀隆等人組成的「信忠軍團」（池田隊後脫離軍團移往攝津）主要由自東美濃剷除武田的勢力。武田征伐時的陣容如下：
- 大將：織田信忠
- 先鋒：森長可、團忠正、木曾義昌、遠山友忠
- 本隊：河尻秀隆、毛利長秀、水野守隆、水野忠重
- 附屬：織田長益等織田一門眾、丹羽氏次等
- 軍監：瀧川一益

另外，直屬信長的軍團陣容則有：
- 丹羽長秀、蒲生賦秀、堀秀政、細川忠興、高山右近、中川清秀、長谷川秀一、筒井順慶、明智光秀等

### 武田軍團崩潰
2月3日，森長可、團忠正的先鋒部隊首先自岐阜城出發，河尻秀隆由本隊派往擔任軍監。2月6日，森、團兩隊由木曾口、河尻隊由伊那街道進入信濃。伊那街道沿途的武田諸城為此感到恐慌，在織田先鋒進入信濃的同日，通往岩村的關隘・瀧澤（長野縣下伊那郡阿智村・平谷村週邊）的領主下條信氏的家老・下條九兵衛立刻放逐了信氏向織田軍投降，並引導河尻軍進入信濃，2月14日松尾城（飯田市）的城主小笠原信嶺亦投降織田軍。
2月12日，信忠本隊與瀧川一益隊各自從岐阜城及伊勢長島城出陣，兩日後進入美濃岩村城，翌日一益自信長處收到「輔佐年輕的信忠」的請求書狀。2月16日，武田軍在鳥居嶺遭到木曾義昌跟遠山友忠、織田長益、稻葉貞通、丹羽勘介等來援的織田軍擊敗，跡部治部丞、有賀備後守等四十多名武將遭到討取，翌日信忠到達平谷，隔日進攻飯田城，同日，飯田城主保科正直放棄了城池逃往高遠城（之後投降，並在戰後成為高遠城主），聽聞飯田城淪陷的武田信廉（信玄之弟）戰意頓失，亦自大島城（下伊那郡松川町）出逃。同樣的，2月18日、德川家康自濱松城出發進入掛川城、2月20日包圍了依田信蕃據守的田中城，並遣使勸降，依田信蕃於是開城，三枚橋城、興國寺城等駿河城池也在武田家滅亡後投降德川家。
北條氏政則派遣先鋒進入相模和甲斐邊境的小佛嶺與御坂嶺，並在2月下旬進攻駿河東部。2月28日攻陷武田在駿河、伊豆邊境的戶倉城，接著在3月攻陷位於沼津及吉原的泉頭城等地方。上野方面，北條氏邦對廄橋城的北條高廣持續施壓，並威脅到真田昌幸的領地。

### 高遠城之戰
2月28日，河尻秀隆接到來自信長的為了攻略高遠城而建造據點的命令。隔天的3月1日，織田信忠包圍了武田勝賴弟・仁科盛信的高遠城。信忠派遣當地僧侶前往勸降，卻遭到盛信拒絕並將使者的耳鼻削去後送還，翌日，三萬名織田軍開始對高遠城發動總攻，由於仁科盛信與小山田昌行等少數人英勇奮戰，亦使織田家蒙受不小損失，包括岩倉家出身的織田信家戰死。然而織田軍最後仍挾其數量優勢突破了城門，仁科盛信及小山田昌行自殺，高遠城淪陷。
與其他悉數逃亡或叛變的武田軍將領比起來，只有仁科盛信率高遠城守軍奮戰至最後一刻，令人見識其武田精神。盛信沒有頭顱的遺體被當地崇拜他的居民埋葬，埋葬處後來被稱做「五郎山」。

### 勝賴逃亡
2月28日，武田勝賴放棄了諏訪，逃亡新府城（韮崎市）。追擊勝賴的織田信忠在高遠城陷落的隔天，立刻進入了諏訪，燒毀了武田庇護下的諏訪大社，鎮守信濃要衝深志城的馬場昌房也獻城投降，由織田長益入主深志城。3月1日，武田氏一族的穴山梅雪與德川家康內通，投靠了織田家。3月4日，家康在穴山梅雪的帶領下入侵甲斐。已投效織田家的小笠原貞慶也策反武田家帳下的原小笠原氏家臣，二木氏、犬甘氏等相繼歸降於織田家。
3月3日、武田勝賴從新府城召開軍議，決定要逃往真田昌幸的岩櫃城（群馬縣吾妻郡東吾妻町）或是小山田信茂的岩殿城（大月市賑岡町）。昌幸以岩櫃城的要害性質力勸勝賴前往、信茂則以至岩櫃城路途遙遠加之積雪甚深，勸其前往岩殿城。勝賴最終決定採納小山田信茂的意見，將修築中的新府城一把火燒了，前往岩殿城。
3月5日，織田信長自安土城出發。3月6日到達揖斐川。織田信忠在此時獻上高遠城主仁科盛信的首級，後於長良川河原示眾。

### 天目山之戰
1582年3月7日，織田信忠進入甲府，搜出了多名武田族人及重臣，包括武田信廉、一条信龍、諏訪賴豐等人，全數遭到處刑。織田勝長與森長可、團忠正等攻入上野國，原屬於武田家的小幡氏、安中氏等豪族相繼投降。
3月9日勝賴與嫡子武田信勝一行在前往岩殿城途中的笹子嶺（山梨縣大月市）遭到小山田信茂攻撃，並且拒絕讓其進入岩殿城。（關於這點眾說紛紜，一說小山田並非武田從屬而是武田領內的一個小的大名，為了戰禍波及領民且為守護領地而不得不做出此行動，也有一說事實上攻擊勝賴並非小山田信茂而是織田軍。）總之武田勝賴至此不得不放棄逃至岩殿城，轉而進入武田氏先祖曾自殺的場所天目山（山梨縣甲州市大和町）。逃亡之際將家寶御旗及楯無鎧藏於塩山（甲州市）的寺中，得以免於戰火波及。
3月11日、德川家康與穴山梅雪謁見織田信忠，討論關於今後的計劃。同日，勝頼一行在天目山附近的田野間被瀧川一益隊尋獲。土屋昌恒、小宮山友晴等浴血奮戰，土屋昌恒此戰的活躍使其得到「片手千人斬」之名、安倍勝寶突入敵陣戰死、勝賴本人亦奮力擊退織田軍。
然而終究寡不敵眾，先是信勝在織田軍的圍攻下戰死，勝賴亦因飢餓及疲勞失去抵抗能力，被後來成為福島正則家臣的伊藤伊右衛門永光所討取。勝賴之妻（北條氏政妹）自殺，長坂光堅、土屋兄弟、秋山紀伊守等殉死（據說跡部勝資亦殉死，也有一說死於諏訪保衛戰。皆與『甲陽軍鑑』記載的長坂、跡部逃亡說相反）。清和源氏新羅三郎義光以來的名門甲斐武田氏嫡流終告滅亡。

### 武田的末路
3月14日，勝賴父子的首級送達滯留於美濃岩村城的信長處。
3月16日，武田信豐遭家臣下曾根覺雲齋（信恒）背叛殺害，小山田信茂亦因「背叛主君」的罪名在甲斐善光寺遭到處死。依田信蕃亦被信長下令處刑，但在德川家康幫助下逃走，其人在本能寺之變後重新在信濃、甲斐投靠了家康、並對平定甲斐做出貢獻，其他許多武田家臣在後來都成為了德川的部下。
信玄的次男・因失明而出家的海野信親（龍芳）則在兒子逃亡後自殺，其子後來因大久保長安的庇護而得以延續一族血脈。

### 封賞及追討
3月21日織田信長到達諏訪，接見北條氏政慶賀戰勝的使者。3月23日與3月29日發表了對參戰諸將的封賞：
- 瀧川一益：上野一國、小縣郡、佐久郡
- 河尻秀隆：除了穴山梅雪領地的甲斐一國、諏訪郡（做為補償）
- 森長可：高井郡、水內郡、更科郡、埴科郡
- 森蘭丸：美濃兼山城（長可舊居城）
- 團忠正：美濃國岩村城（秀隆的舊居城）
- 毛利長秀：伊那郡
- 德川家康：駿河一國
- 木曾義昌：原領地（木曾谷）、筑摩郡、安曇郡
- 穴山梅雪：原領地（甲斐河內），嫡子勝千代繼承武田家名。

武田家滅亡後，上野國一帶的武田家臣如真田昌幸、內藤昌月、小幡信貞、北條高廣、倉賀野秀景、和田信業、安中久繁等人被納為瀧川一益的與力；北信濃方面的武田家臣如高坂昌元、小幡光盛、市川信房、出浦盛清等人則歸為森長可的與力；駿河國方面的曾根昌世、岡部正綱、伊丹康直、小濱景隆、向井正綱等人則歸於德川家康的家臣。
瀧川一益在會議上曾請求賜予茶器「珠光小茄子」但未得信長答應，另外對於被調離近畿則感嘆「今後再也得不到茶道的庇佑了」。另外還在未獲允許的情況下自封關東管領。北條氏政僅被稱讚「在駿河幹得相當不錯」，此外沒有任何獎勵。
4月，信長進入甲斐，在途中的台原（北杜市）有生以來第一次目睹富士山。4月3日，造訪武田氏歷代的本據地躑躅崎館被燒毀的城跡。另一方面，織田信忠隊開始追討不願投降織田家的武田餘黨，包圍了殘黨聚集惠林寺（甲州市），寺院方面拒絕了交出武田餘黨的要求，織田信忠於是放火燒寺，寺內和尚快川紹喜說出了「滅卻心頭火自涼（心頭滅卻すれば火も自ら涼し）」的辭世之句。
其他像是諏訪刑部、諏訪采女、段嶺某、長篠某等人皆被農民殺害，將其首級獻與織田軍。在黃金懸賞的誘惑之下，農民前仆後繼投入追捕武田氏殘黨的行列。
部分不願臣服織田家的武田遺臣，則是受到德川家康秘密藏匿庇護，這些人材在之後的天正壬午之亂及軍制再編上做出莫大貢獻。
4月5日，武田遺臣芋川親正聯合長沼城主島津忠直發起一揆對抗織田軍，包圍進駐飯山城的稻葉貞通，入駐海津城的森長可趕忙聯絡織田信忠，得他派來團忠正援助，兩軍合流後擊破武田遺臣一揆，森長可軍斬殺2450名一揆軍，芋川親正和島津忠直兵敗逃往越後國依附上杉景勝（信濃武田一揆之戰）。
4月10日，織田信長自甲府出發，前往遊覽東海道。4月13日抵達江尻（静岡市清水區），16日抵濱松，21日回到安土城。

## 戰後
入駐海津城的森長可對週遭勢力剿撫兼施，以抵擋北面的上杉氏。上杉氏也加緊攻勢，5月27日柴田勝家等人經信越邊境前往北國支援，接著進入了越後的二本木，直指春日山城，獲報的上杉景勝急忙返回春日山城。然而，織田信長在不久後即在本能寺遇害，森長可棄城回到本據地、河尻秀隆則在武田舊臣的一揆中死亡，武田遺領在一時之間成為無政府狀態。
瀧川一益、北條氏政後來在神流川爆發戰爭，德川家康及北條氏政、真田昌幸往後的動向請參造天正壬午之亂。